# العلاقات القبرصية الميكرونيسية
العلاقات القبرصية الميكرونيسية هي العلاقات الثنائية التي تجمع بين قبرص وولايات ميكرونيسيا المتحدة.

## مقارنة بين البلدين
هذه مقارنة عامة ومرجعية للدولتين:
| وجه المقارنة                                              | قبرص                                                                 | ولايات ميكرونيسيا المتحدة |
| --------------------------------------------------------- | -------------------------------------------------------------------- | ------------------------- |
| المساحة (كم2)                                             | 9.24 ألف                                                             | 702                       |
| عدد السكان (نسمة)                                         | 1.14 مليون                                                           | 105.54 ألف                |
| الكثافة السكانية (ن./كم²)                                 | 123.38                                                               | 15.03 ألف                 |
| العاصمة                                                   | نيقوسيا                                                              | باليكير                   |
| اللغة الرسمية                                             | اليونانية الحديثة، اللغة التركية، لغة يونانية                        | لغة إنجليزية              |
| العملة                                                    | يورو، جنيه قبرصي                                                     | دولار أمريكي              |
| الناتج المحلي الإجمالي (بليون دولار)                      | 21.65 مليار                                                          | 336.43 مليون              |
| الناتج المحلي الإجمالي (تعادل القوة الشرائية) بليون دولار | 26.73 مليار                                                          | 365.27 مليون              |
| الناتج المحلي الإجمالي الاسمي للفرد دولار أمريكي          | 23.24 ألف                                                            | 3.02 ألف                  |
| الناتج المحلي الإجمالي للفرد دولار أمريكي                 | 30.24 ألف                                                            |                           |
| مؤشر التنمية البشرية                                      | 0.850                                                                | 0.640                     |
| رمز المكالمات الدولي                                      | +357                                                                 | +691                      |
| رمز الإنترنت                                              | .cy                                                                  | .fm                       |
| المنطقة الزمنية                                           | ت ع م+02:00، ت ع م+03:00، توقيت شرق أوروبا، توقيت شرق أوروبا الصيفي ‏ |                           |

## منظمات دولية مشتركة
يشترك البلدان في عضوية مجموعة من المنظمات الدولية، منها:
| علم المنظمة | اسم المنظمة                               | تاريخ انضمام قبرص | تاريخ انضمام ولايات ميكرونيسيا المتحدة |
| ----------- | ----------------------------------------- | ----------------- | -------------------------------------- |
|             | مؤسسة التنمية الدولية                     | 2 مارس 1962       | 24 يونيو 1993                          |
|             | مؤسسة التمويل الدولية                     | 2 مارس 1962       | 24 يونيو 1993                          |
|             | منظمة حظر الأسلحة الكيميائية              | ?                 | ?                                      |
|             | الأمم المتحدة                             | 20 سبتمبر 1960    | 17 سبتمبر 1991                         |
|             | الاتحاد الدولي للاتصالات                  | 24 أبريل 1961     | 18 مارس 1993                           |
|             | البنك الدولي للإنشاء والتعمير             | 21 ديسمبر 1961    | 24 يونيو 1993                          |
|             | المركز الدولي لتسوية المنازعات الاستشارية | 25 ديسمبر 1966    | 24 يوليو 1993                          |
|             | وكالة ضمان الاستثمار متعدد الأطراف        | 12 أبريل 1988     | 11 أغسطس 1993                          |
|             | يونسكو                                    | 6 فبراير 1961     | 19 أكتوبر 1999                         |

## وصلات خارجية
- موقع وزارة الخارجية القبرصية